# Mittelbrunn
Mittelbrunn település Németországban, Rajna-vidék-Pfalz tartományban. Lakosainak száma 729 fő (2023. december 31.).

## Népesség
A település népességének változása:
| Lakosok száma | 626  | 705  | 710  | 723  | 718  | 729  |
|               | 1975 | 2017 | 2019 | 2021 | 2022 | 2023 |